# Temporada da NFL de 2009
A Temporada 2009 da NFL foi a 90ª temporada regular da National Football League, a principal liga profissional de futebol americano dos Estados Unidos. A pré-temporada começou com o Pro Football Hall of Fame Game em 9 de agosto de 2009, e a temporada regular começou em 10 de setembro. A temporada termiou com o Super Bowl XLIV, jogo que decide o título no dia 7 de fevereiro de 2010, no Sun Life Stadium, em Miami Gardens, Flórida, onde o New Orleans Saints derrotou o Indianapolis Colts por 31 a 17.

## Transações
- O Buffalo Bills assinou com Terrell Owens por um ano e Dominic Rhodes por dois anos, porém Rhodes é dispensado logo em seguida.
- O TE Tony Gonzalez assina com o Atlanta Falcons.
- O veterano S Brian Dawkins assina com o Denver Broncos.
- O Kansas City Chiefs assinou com Matt Cassel, que substituiu Tom Brady no Patriots em 2008, e Mike Vrabel.
- O New England Patriots assinou com Derrick Burgess, que jogou com o Oakland Raiders, e Richard Seymour foi trocado com o Raiders pela primeira escolha no Draft de 2011.
- Michael Vick, que não joga desde 2006 por problemas legais, foi reintegrado pela NFL e jogau a temporada 2009. Ele assinou um contrato de dois anos com o Philadelphia Eagles.[3]
- Jason Taylor volta ao Miami Dolphins, após uma temporada com o Washington Redskins.
- Brett Favre, que desistiu da aposentadoria e já foi quarterback do Green Bay Packers e do New York Jets, assinou com o Minnesota Vikings.[4][5] Ele assinou um contrato de 2 anos, valendo US$25 milhões de dolares.[6]
- Com o agravamento de uma contusão por parte do Kicker Adam Vinatieri, o Indianapolis Colts contrata o veterano K Matt Stover.
- O RB Larry Johnson é dispensado pelo Kansas City Chiefs e logo assina com o Cincinnati Bengals.

## Eventos
- No dia 17 de agosto, o head coach do Oakland Raiders, Tom Cable, foi acusado de dar um soco no rosto do assistente Randy Hanson fraturando seu maxilar. O incidente aconteceu em 5 de agosto durante os treinamentos do Raiders, em Napa. Em 22 de outubro de 2009, o promotor do distrito de Napa anunciou que nenhuma acusação contra Cable foi feita.[7]

- No dia 20 de setembro, Brett Favre alcançou o recorde de 271 partidas consecutivas jogando como titular, superando as 270 de Jim Marshall;

- No dia 20 de setembro, 105.131 pessoas estiveram na inauguração do Cowboys Stadium, novo recorde de público em um jogo oficial da NFL;

- No dia 21 de setembro, o Indianapolis Colts teve apenas 14m53s de posse de bola, menor tempo conseguido por um time vencedor da partida desde 1977;

- No dia 27 de setembro, o Detroit Lions interrompeu uma sequência de 19 jogos sem vencer, o recorde de maior número de derrotas seguidas é do Tampa Bay com 26;

- No dia 5 de outubro, Brett Favre se tornou o primeiro jogador da história a conseguir pelo menos uma vitória contra os 32 times da NFL;

- No dia 18 de outubro, o New England Patriots derrotou o Tennessee Titans por 59 a 0, maior diferença de pontos em um mesmo jogos desde 1976;

- No dia 1 de novembro, Ted Ginn Jr. do Miami Dolphins se tornou o primeiro jogador na história a conseguir dois tocuhdowns de 100 ou mais jardas no mesmo jogo;

- No dia 8 de novembro, Peyton Manning se tornou o primeiro jogador na história da NFL a atingir 40 mil jardas em passes completados em um período de 10 anos;

- No dia 6 de dezembro, Michael Vick retorna a Atlanta em jogo contra o seu ex-time, o Falcons, e marca dois touchdowns, os primeiros desde seu retorno aos gramados no começo da Temporada de 2009;

- No dia 14 de dezembro, o WR Brandon Marshall fez 21 recepções em um único jogo e empata o recorde da NFL que pertencia a Terrell Owens;

- No dia 14 de dezembro, o Indianapolis Colts vence sua 22ª partida consecutiva e passa a ter a maior sequência de vitórias em temporada regular por um time da NFL. Também com essa vitória se torna o time que mais venceu jogos em temporada regular na decada com 114 vitórias;

- No dia 17 de dezembro, o wide receiver do Cincinnati Bengals, Chris Henry,[8] morreu aos 26 anos. Segundo a polícia local, o atleta brigou com sua noiva, que após o desentendimento pegou o carro para sair de casa. Ao ver sua mulher ir embora, Henry pulou sobre o veículo, mas o automóvel continuou em movimento. Chris Henry foi encontrado em uma rua residencial a cerca de 700m de sua casa com ferimentos graves. O WR teria falecido horas depois enquanto se recuperava no hospital;

- No dia 21 de dezembro, o ex-treinador do Seahawks, Mike Holmgren, se torna o presidente do Cleveland Browns;

- No dia 27 de dezembro, o quarterback Peyton Manning se torna o QB mais novo a passar das 50 mil jardas na carreira;

- No dia 3 de janeiro de 2010, Chris Johnson do Tennessee Titans se torna o sexto corredor na história da NFL a ter uma temporada com mais de 2 mil jardas terrestres. Johnson também quebrou o recorde de total de jardas de scrimmage, jardas conseguidas tanto em recepção quanto por corrida. O antigo recorde era de Marshall Faulk.

- No dia 17 de janeiro de 2010, o defensive end Gaines Adams do Chicago Bears morreu de ataque cardíaco.[9]

- Em 24 de janeiro de 2010, o New Orleans Saints derrotou na prorrogação o Minnesota Vikings na NFC Championship Game por 31 a 28. A vitória garantiu o time no Super Bowl XLIV, o primeiro da franquia.

- Em 7 de fevereiro de 2010, o New Orleans Saints derrotou o Indianapolis Colts no Super Bowl XLIV por 31 a 17. O quarterback do Saints, Drew Brees, foi nomeado o MVP. New Orleans venceu seu primeiro Super Bowl em sua história.

## Classificação
V = Vitórias, D = Derrotas, E = Empates, PCT = porcentagem de vitórias, PF= Pontos feitos, PS = Pontos sofridos
Classificados para os playoffs estão marcados em verde
| AFC Leste                |    |    |   |      |     |     |
| Time                     | V  | D  | E | PCT  | PF  | PS  |
| (3) New England Patriots | 10 | 6  | 0 | .625 | 427 | 285 |
| (5) New York Jets        | 9  | 7  | 0 | .563 | 348 | 236 |
| Miami Dolphins           | 7  | 9  | 0 | .438 | 360 | 390 |
| Buffalo Bills            | 6  | 10 | 0 | .375 | 258 | 326 |
| AFC Norte                |    |    |   |      |     |     |
| Time                     | V  | D  | E | PCT  | PF  | PS  |
| (4) Cincinnati Bengals   | 10 | 6  | 0 | .625 | 305 | 291 |
| (6) Baltimore Ravens     | 9  | 7  | 0 | .563 | 391 | 261 |
| Pittsburgh Steelers      | 9  | 7  | 0 | .563 | 368 | 324 |
| Cleveland Browns         | 5  | 11 | 0 | .313 | 245 | 375 |
| AFC Sul                  |    |    |   |      |     |     |
| Time                     | V  | D  | E | PCT  | PF  | PS  |
| (1)Indianapolis Colts    | 14 | 2  | 0 | .875 | 416 | 307 |
| Houston Texans           | 9  | 7  | 0 | .563 | 388 | 333 |
| Tennessee Titans         | 8  | 8  | 0 | .500 | 354 | 402 |
| Jacksonville Jaguars     | 7  | 9  | 0 | .438 | 290 | 380 |
| AFC Oeste                |    |    |   |      |     |     |
| Time                     | V  | D  | E | PCT  | PF  | PS  |
| (2)San Diego Chargers    | 13 | 3  | 0 | .813 | 454 | 320 |
| Denver Broncos           | 8  | 8  | 0 | .500 | 326 | 324 |
| Oakland Raiders          | 5  | 11 | 0 | .313 | 197 | 379 |
| Kansas City Chiefs       | 4  | 12 | 0 | .250 | 294 | 424 |

| NFC Leste               |    |    |   |      |     |     |
| Time                    | V  | D  | E | PCT  | PF  | PS  |
| (3) Dallas Cowboys      | 11 | 5  | 0 | .688 | 361 | 250 |
| (6) Philadelphia Eagles | 11 | 5  | 0 | .688 | 429 | 337 |
| New York Giants         | 8  | 8  | 0 | .500 | 402 | 427 |
| Washington Redskins     | 4  | 12 | 0 | .250 | 266 | 336 |
| NFC Norte               |    |    |   |      |     |     |
| Time                    | V  | D  | E | PCT  | PF  | PS  |
| (2) Minnesota Vikings   | 12 | 4  | 0 | .750 | 470 | 312 |
| (5) Green Bay Packers   | 11 | 5  | 0 | .688 | 461 | 297 |
| Chicago Bears           | 7  | 9  | 0 | .438 | 327 | 375 |
| Detroit Lions           | 2  | 14 | 0 | .125 | 262 | 494 |
| NFC Sul                 |    |    |   |      |     |     |
| Time                    | V  | D  | E | PCT  | PF  | PS  |
| (1) New Orleans Saints  | 13 | 3  | 0 | .813 | 510 | 341 |
| Atlanta Falcons         | 9  | 7  | 0 | .563 | 363 | 325 |
| Carolina Panthers       | 8  | 8  | 0 | .500 | 315 | 308 |
| Tampa Bay Buccaneers    | 3  | 13 | 0 | .188 | 244 | 400 |
| NFC Oeste               |    |    |   |      |     |     |
| Time                    | V  | D  | E | PCT  | PF  | PS  |
| (4) Arizona Cardinals   | 10 | 6  | 0 | .625 | 375 | 325 |
| San Francisco 49ers     | 8  | 8  | 0 | .500 | 330 | 281 |
| Seattle Seahawks        | 5  | 11 | 0 | .313 | 280 | 390 |
| St. Louis Rams          | 1  | 15 | 0 | .063 | 175 | 436 |

Desempates
- Baltimore terminou na 2ª posição na AFC North baseado numa melhor performance dentro da divisão (3-3 contra 2-4 de Pittsburgh).
- New England terminou na 3ª posição na AFC baseado num melhor percentual de vitórias (.450 contra .438 de Cincinnati).
- N.Y. Jets terminou na 5ª posição na AFC baseado num melhor retrospecto no confronto com adversários em comum (4-1 contra 1-4 de Baltimore) depois que Houston foi eliminado no desempate baseado numa melhor performance dentro da conferência (7-5 de Baltimore e 7-5 de N.Y. Jets contra 6-6 de Houston).
- Baltimore terminou na 6ª posição na AFC baseado numa melhor performance dentro da conferência (7-5 de Baltimore contra 6-6 de Houston).
- Dallas terminou na liderança da NFC East baseado na vitória no confronto direto contra Philadelphia.
- Green Bay terminou na 5ª posição na NFC baseado num melhor retrospecto no confronto com adversários em comum (4-1 contra 3-2 de Philadelphia).
- Pittsburgh não se classificou pelo Wild Card (repescagem) baseado no primeiro "passo" para o desempate que diz "Aplica-se no desempate na divisão eliminar todos com exceção do melhor time no Passo 2".[12]

## Jogos da temporada regular
| Semana 1               |        |                      |        |                               |
| Time visitante         | Pontos | Time da casa         | Pontos | Local do jogo                 |
| 10 de setembro de 2009 |        |                      |        |                               |
| Tennessee Titans       | 10     | Pittsburgh Steelers  | 13     | Heinz Field                   |
| 13 de setembro de 2009 |        |                      |        |                               |
| Miami Dolphins         | 7      | Atlanta Falcons      | 19     | Georgia Dome                  |
| Kansas City Chiefs     | 24     | Baltimore Ravens     | 38     | M&T Bank Stadium              |
| Philadelphia Eagles    | 38     | Carolina Panthers    | 10     | Bank of America Stadium       |
| Denver Broncos         | 12     | Cincinnati Bengals   | 7      | Paul Brown Stadium            |
| Minnesota Vikings      | 34     | Cleveland Browns     | 20     | Cleveland Browns Stadium      |
| New York Jets          | 24     | Houston Texans       | 7      | Reliant Stadium               |
| Jacksonville Jaguars   | 12     | Indianapolis Colts   | 14     | Lucas Oil Stadium             |
| Detroit Lions          | 27     | New Orleans Saints   | 45     | Superdome                     |
| Dallas Cowboys         | 34     | Tampa Bay Buccaneers | 21     | Raymond James Stadium         |
| San Francisco 49ers    | 20     | Arizona Cardinals    | 16     | University of Phoenix Stadium |
| Washington Redskins    | 17     | New York Giants      | 23     | Giants Stadium                |
| St. Louis Rams         | 0      | Seattle Seahawks     | 28     | Qwest Field                   |
| Chicago Bears          | 15     | Green Bay Packers    | 21     | Lambeau Field                 |
| 14 de setembro de 2009 |        |                      |        |                               |
| Buffalo Bills          | 24     | New England Patriots | 25     | Gillette Stadium              |
| San Diego Chargers     | 24     | Oakland Raiders      | 20     | Oakland Coliseum              |

| Semana 2               |        |                      |        |                                |
| Time visitante         | Pontos | Time da casa         | Pontos | Local do jogo                  |
| 20 de setembro de 2009 |        |                      |        |                                |
| Carolina Panthers      | 20     | Atlanta Falcons      | 28     | Georgia Dome                   |
| Minnesota Vikings      | 27     | Detroit Lions        | 13     | Ford Field                     |
| Cincinnati Bengals     | 31     | Green Bay Packers    | 24     | Lambeau Field                  |
| Arizona Cardinals      | 31     | Jacksonville Jaguars | 17     | Jacksonville Municipal Stadium |
| Oakland Raiders        | 13     | Kansas City Chiefs   | 10     | Arrowhead Stadium              |
| New England Patriots   | 9      | New York Jets        | 16     | Giants Stadium                 |
| New Orleans Saints     | 48     | Philadelphia Eagles  | 22     | Lincoln Financial Field        |
| Houston Texans         | 34     | Tennessee Titans     | 31     | LP Field                       |
| St. Louis Rams         | 7      | Washington Redskins  | 9      | FedEx Field                    |
| Tampa Bay Buccaneers   | 20     | Buffalo Bills        | 33     | Ralph Wilson Stadium           |
| Seattle Seahawks       | 10     | San Francisco 49ers  | 23     | Candlestick Park               |
| Pittsburgh Steelers    | 14     | Chicago Bears        | 17     | Soldier Field                  |
| Cleveland Browns       | 6      | Denver Broncos       | 27     | Invesco Field at Mile High     |
| Baltimore Ravens       | 31     | San Diego Chargers   | 26     | Qualcomm Stadium               |
| New York Giants        | 33     | Dallas Cowboys       | 31     | Cowboys Stadium                |
| 20 de setembro de 2009 |        |                      |        |                                |
| Indianapolis Colts     | 27     | Miami Dolphins       | 23     | Land Shark Stadium             |

| Semana 3               |        |                      |        |                               |
| Time visitante         | Pontos | Time da casa         | Pontos | Local do jogo                 |
| 27 de setembro de 2009 |        |                      |        |                               |
| Cleveland Browns       | 3      | Baltimore Ravens     | 34     | M&T Bank Stadium              |
| Tennessee Titans       | 17     | New York Jets        | 24     | Giants Stadium                |
| Washington Redskins    | 14     | Detroit Lions        | 19     | Ford Field                    |
| Jacksonville Jaguars   | 31     | Houston Texans       | 24     | Reliant Stadium               |
| San Francisco 49ers    | 24     | Minnesota Vikings    | 27     | Hubert H. Humphrey Metrodome  |
| Atlanta Falcons        | 10     | New England Patriots | 26     | Gillette Stadium              |
| Kansas City Chiefs     | 14     | Philadelphia Eagles  | 34     | Lincoln Financial Field       |
| Green Bay Packers      | 36     | St. Louis Rams       | 17     | Edward Jones Dome             |
| New York Giants        | 24     | Tampa Bay Buccaneers | 0      | Raymond James Stadium         |
| New Orleans Saints     | 27     | Buffalo Bills        | 7      | Ralph Wilson Stadium          |
| Chicago Bears          | 25     | Seattle Seahawks     | 19     | Qwest Field                   |
| Pittsburgh Steelers    | 20     | Cincinnati Bengals   | 23     | Paul Brown Stadium            |
| Denver Broncos         | 23     | Oakland Raiders      | 3      | Oakland Coliseum              |
| Miami Dolphins         | 13     | San Diego Chargers   | 23     | Qualcomm Stadium              |
| Indianapolis Colts     | 31     | Arizona Cardinals    | 10     | University of Phoenix Stadium |
| 28 de setembro de 2009 |        |                      |        |                               |
| Carolina Panthers      | 7      | Dallas Cowboys       | 21     | Cowboys Stadium               |

| Semana 4                                        |        |                      |        |                                |
| Time visitante                                  | Pontos | Time da casa         | Pontos | Local do jogo                  |
| 4 de outubro de 2009                            |        |                      |        |                                |
| Detroit Lions                                   | 24     | Chicago Bears        | 48     | Soldier Field                  |
| Cincinnati Bengals                              | 23     | Cleveland Browns     | 20     | Cleveland Browns Stadium       |
| Oakland Raiders                                 | 6      | Houston Texans       | 29     | Reliant Stadium                |
| Seattle Seahawks                                | 17     | Indianapolis Colts   | 34     | Lucas Oil Stadium              |
| Tennessee Titans                                | 17     | Jacksonville Jaguars | 37     | Jacksonville Municipal Stadium |
| New York Giants                                 | 27     | Kansas City Chiefs   | 16     | Arrowhead Stadium              |
| Baltimore Ravens                                | 21     | New England Patriots | 27     | Gillette Stadium               |
| Tampa Bay Buccaneers                            | 13     | Washington Redskins  | 16     | FedEx Field                    |
| Buffalo Bills                                   | 10     | Miami Dolphins       | 38     | Land Shark Stadium             |
| New York Jets                                   | 10     | New Orleans Saints   | 24     | Superdome                      |
| Dallas Cowboys                                  | 10     | Denver Broncos       | 17     | Invesco Field at Mile High     |
| St. Louis Rams                                  | 0      | San Francisco 49ers  | 35     | Candlestick Park               |
| San Diego Chargers                              | 28     | Pittsburgh Steelers  | 38     | Heinz Field                    |
| 5 de outubro de 2009                            |        |                      |        |                                |
| Green Bay Packers                               | 23     | Minnesota Vikings    | 30     | Hubert H. Humphrey Metrodome   |
| Não jogam: Cardinals, Falcons, Panthers, Eagles |        |                      |        |                                |

| Semana 5                                               |        |                     |        |                               |
| Time visitante                                         | Pontos | Time da casa        | Pontos | Local do jogo                 |
| 11 de outubro de 2009                                  |        |                     |        |                               |
| Cincinnati Bengals                                     | 17     | Baltimore Ravens    | 14     | M&T Bank Stadium              |
| Cleveland Browns                                       | 6      | Buffalo Bills       | 3      | Ralph Wilson Stadium          |
| Washington Redskins                                    | 17     | Carolina Panthers   | 20     | Bank of America Stadium       |
| Pittsburgh Steelers                                    | 28     | Detroit Lions       | 20     | Ford Field                    |
| Dallas Cowboys                                         | 26     | Kansas City Chiefs  | 20     | Arrowhead Stadium             |
| Oakland Raiders                                        | 7      | New York Giants     | 44     | Giants Stadium                |
| Tampa Bay Buccaneers                                   | 14     | Philadelphia Eagles | 33     | Lincoln Financial Field       |
| Minnesota Vikings                                      | 38     | St. Louis Rams      | 10     | Edward Jones Dome             |
| Atlanta Falcons                                        | 45     | San Francisco 49ers | 10     | Candlestick Park              |
| Houston Texans                                         | 21     | Arizona Cardinals   | 28     | University of Phoenix Stadium |
| New England Patriots                                   | 17     | Denver Broncos      | 20     | Invesco Field at Mile High    |
| Jacksonville Jaguars                                   | 0      | Seattle Seahawks    | 41     | Qwest Field                   |
| Indianapolis Colts                                     | 31     | Tennessee Titans    | 9      | LP Field                      |
| 12 de outubro de 2009                                  |        |                     |        |                               |
| New York Jets                                          | 27     | Miami Dolphins      | 31     | Land Shark Stadium            |
| Não jogam: Chicago, Green Bay, New Orleans e San Diego |        |                     |        |                               |

| Semana 6                                                |        |                      |        |                                |
| Time visitante                                          | Pontos | Time da casa         | Pontos | Local do jogo                  |
| 18 de outubro de 2009                                   |        |                      |        |                                |
| Houston Texans                                          | 28     | Cincinnati Bengals   | 17     | Paul Brown Stadium             |
| Detroit Lions                                           | 0      | Green Bay Packers    | 26     | Lambeau Field                  |
| St. Louis Rams                                          | 20     | Jacksonville Jaguars | 23     | Jacksonville Municipal Stadium |
| Baltimore Ravens                                        | 31     | Minnesota Vikings    | 33     | Hubert H. Humphrey Metrodome   |
| New York Giants                                         | 27     | New Orleans Saints   | 48     | Superdome                      |
| Cleveland Browns                                        | 14     | Pittsburgh Steelers  | 27     | Heinz Field                    |
| Carolina Panthers                                       | 28     | Tampa Bay Buccaneers | 21     | Raymond James Stadium          |
| Kansas City Chiefs                                      | 14     | Washington Redskins  | 6      | FedEx Field                    |
| Philadelphia Eagles                                     | 9      | Oakland Raiders      | 13     | Oakland Coliseum               |
| Arizona Cardinals                                       | 27     | Seattle Seahawks     | 3      | Qwest Field                    |
| Tennessee Titans                                        | 0      | New England Patriots | 59     | Gillette Stadium               |
| Buffalo Bills                                           | 16     | New York Jets        | 13     | Giants Stadium                 |
| Chicago Bears                                           | 14     | Atlanta Falcons      | 21     | Georgia Dome                   |
| 19 de outubro de 2009                                   |        |                      |        |                                |
| Denver Broncos                                          | 34     | San Diego Chargers   | 23     | Qualcomm Stadium               |
| Não jogam: Dallas, Indianapolis, Miami et San Francisco |        |                      |        |                                |

| Semana 7 |        |                      |        |                          |
| Time visitante | Pontos | Time da casa         | Pontos | Local do jogo            |
| 25 de outubro de 2009 |        |                      |        |                          |
| Chicago Bears | 10     | Cincinnati Bengals   | 45     | Paul Brown Stadium       |
| Green Bay Packers | 31     | Cleveland Browns     | 3      | Cleveland Browns Stadium |
| San Francisco 49ers | 21     | Houston Texans       | 24     | Reliant Stadium          |
| San Diego Chargers | 37     | Kansas City Chiefs   | 7      | Arrowhead Stadium        |
| Minnesota Vikings | 17     | Pittsburgh Steelers  | 27     | Heinz Field              |
| Indianapolis Colts | 42     | St. Louis Rams       | 6      | Edward Jones Dome        |
| New England Patriots | 35     | Tampa Bay Buccaneers | 7      | Wembley Stadium          |
| Buffalo Bills | 20     | Carolina Panthers    | 9      | Bank of America Stadium  |
| New York Jets | 38     | Oakland Raiders      | 0      | Oakland Coliseum         |
| Atlanta Falcons | 21     | Dallas Cowboys       | 37     | Cowboys Stadium          |
| New Orleans Saints | 46     | Miami Dolphins       | 34     | Land Shark Stadium       |
| Arizona Cardinals | 24     | New York Giants      | 17     | Giants Stadium           |
| 26 de outubro de 2009 |        |                      |        |                          |
| Philadelphia Eagles | 27     | Washington Redskins  | 17     | FedEx Field              |
| Não jogam: Baltimore, Denver, Detroit, Jacksonville, Seattle e Tennessee \| New England e Tampa Bay se enfrentam na Inglaterra |        |                      |        |                          |

| Semana 8                                                                            |        |                     |        |                               |
| Time visitante                                                                      | Pontos | Time da casa        | Pontos | Local do jogo                 |
| 01 de novembro de 2009                                                              |        |                     |        |                               |
| Denver Broncos                                                                      | 7      | Baltimore Ravens    | 30     | M&T Bank Stadium              |
| Houston Texans                                                                      | 31     | Buffalo Bills       | 10     | Ralph Wilson Stadium          |
| Cleveland Browns                                                                    | 6      | Chicago Bears       | 30     | Soldier Field                 |
| Seattle Seahawks                                                                    | 17     | Dallas Cowboys      | 38     | Cowboys Stadium               |
| St. Louis Rams                                                                      | 17     | Detroit Lions       | 10     | Ford Field                    |
| Minnesota Vikings                                                                   | 38     | Green Bay Packers   | 26     | Lambeau Field                 |
| San Francisco 49ers                                                                 | 14     | Indianapolis Colts  | 18     | Lucas Oil Stadium             |
| Miami Dolphins                                                                      | 30     | New York Jets       | 25     | Giants Stadium                |
| Oakland Raiders                                                                     | 16     | San Diego Chargers  | 24     | Qualcomm Stadium              |
| Jacksonville Jaguars                                                                | 13     | Tennessee Titans    | 30     | LP Field                      |
| Carolina Panthers                                                                   | 34     | Arizona Cardinals   | 21     | University of Phoenix Stadium |
| New York Giants                                                                     | 17     | Philadelphia Eagles | 40     | Lincoln Financial Field       |
| 02 de novembro de 2009                                                              |        |                     |        |                               |
| Atlanta Falcons                                                                     | 27     | New Orleans Saints  | 35     | Superdome                     |
| Não jogam: Cincinnati, Kansas City, New England, Pittsburgh, Tampa Bay e Washington |        |                     |        |                               |

| Semana 9                                                                 |        |                      |        |                                |
| Time visitante                                                           | Pontos | Time da casa         | Pontos | Local do jogo                  |
| 08 de novembro de 2009                                                   |        |                      |        |                                |
| Washington Redskins                                                      | 17     | Atlanta Falcons      | 31     | Georgia Dome                   |
| Arizona Cardinals                                                        | 41     | Chicago Bears        | 21     | Soldier Field                  |
| Baltimore Ravens                                                         | 7      | Cincinnati Bengals   | 17     | Paul Brown Stadium             |
| Houston Texans                                                           | 17     | Indianapolis Colts   | 20     | Lucas Oil Stadium              |
| Kansas City Chiefs                                                       | 21     | Jacksonville Jaguars | 24     | Jacksonville Municipal Stadium |
| Miami Dolphins                                                           | 17     | New England Patriots | 27     | Gillette Stadium               |
| Green Bay Packers                                                        | 28     | Tampa Bay Buccaneers | 38     | Raymond James Stadium          |
| Carolina Panthers                                                        | 20     | New Orleans Saints   | 30     | Superdome                      |
| Detroit Lions                                                            | 20     | Seattle Seahawks     | 32     | Qwest Field                    |
| San Diego Chargers                                                       | 21     | New York Giants      | 20     | Giants Stadium                 |
| Tennessee Titans                                                         | 34     | San Francisco 49ers  | 27     | Candlestick Park               |
| Dallas Cowboys                                                           | 20     | Philadelphia Eagles  | 16     | Lincoln Financial Field        |
| 09 de novembro de 2009                                                   |        |                      |        |                                |
| Pittsburgh Steelers                                                      | 28     | Denver Broncos       | 10     | Invesco Field at Mile High     |
| Não jogam: Buffalo, Cleveland, Minnesota, N.Y. Jets, Oakland e St. Louis |        |                      |        |                                |

| Semana 10                 |        |                     |        |                               |
| Time visitante            | Pontos | Time da casa        | Pontos | Local do jogo                 |
| 12 de novembro de 2009    |        |                     |        |                               |
| Chicago Bears             | 6      | San Francisco 49ers | 10     | Candlestick Park              |
| 15 de novembro de 2009    |        |                     |        |                               |
| Atlanta Falcons           | 19     | Carolina Panthers   | 28     | Bank of America Stadium       |
| Tampa Bay Buccaneers      | 23     | Miami Dolphins      | 25     | Land Shark Stadium            |
| Detroit Lions             | 10     | Minnesota Vikings   | 27     | Hubert H. Humphrey Metrodome  |
| Jacksonville Jaguars      | 24     | New York Jets       | 22     | Giants Stadium                |
| Cincinnati Bengals        | 18     | Pittsburgh Steelers | 12     | Heinz Field                   |
| New Orleans Saints        | 28     | St. Louis Rams      | 23     | Edward Jones Dome             |
| Buffalo Bills             | 17     | Tennessee Titans    | 41     | LP Field                      |
| Denver Broncos            | 17     | Washington Redskins | 27     | FedEx Field                   |
| Kansas City Chiefs        | 16     | Oakland Raiders     | 10     | Oakland Coliseum              |
| Seattle Seahawks          | 20     | Arizona Cardinals   | 31     | University of Phoenix Stadium |
| Dallas Cowboys            | 7      | Green Bay Packers   | 17     | Lambeau Field                 |
| Philadelphia Eagles       | 23     | San Diego Chargers  | 31     | Qualcomm Stadium              |
| New England Patriots      | 34     | Indianapolis Colts  | 35     | Lucas Oil Stadium             |
| 16 de novembro de 2009    |        |                     |        |                               |
| Baltimore Ravens          | 16     | Cleveland Browns    | 0      | Cleveland Browns Stadium      |
| Não jogam: Texans, Giants |        |                     |        |                               |

| Semana 11              |        |                      |        |                                |
| Time visitante         | Pontos | Time da casa         | Pontos | Local do jogo                  |
| 19 de novembro de 2009 |        |                      |        |                                |
| Miami Dolphins         | 24     | Carolina Panthers    | 17     | Bank of America Stadium        |
| 22 de novembro de 2009 |        |                      |        |                                |
| Indianapolis Colts     | 17     | Baltimore Ravens     | 15     | M&T Bank Stadium               |
| Washington Redskins    | 6      | Dallas Cowboys       | 7      | Cowboys Stadium                |
| Cleveland Browns       | 37     | Detroit Lions        | 38     | Ford Field                     |
| San Francisco 49ers    | 24     | Green Bay Packers    | 30     | Lambeau Field                  |
| Buffalo Bills          | 15     | Jacksonville Jaguars | 18     | Jacksonville Municipal Stadium |
| Pittsburgh Steelers    | 24     | Kansas City Chiefs   | 27     | Arrowhead Stadium              |
| Seattle Seahawks       | 9      | Minnesota Vikings    | 35     | Hubert H. Humphrey Metrodome   |
| Atlanta Falcons        | 31     | New York Giants      | 34     | Giants Stadium                 |
| New Orleans Saints     | 38     | Tampa Bay Buccaneers | 7      | Raymond James Stadium          |
| Arizona Cardinals      | 21     | St. Louis Rams       | 13     | Edward Jones Dome              |
| San Diego Chargers     | 32     | Denver Broncos       | 3      | Invesco Field at Mile High     |
| New York Jets          | 14     | New England Patriots | 31     | Gillette Stadium               |
| Cincinnati Bengals     | 17     | Oakland Raiders      | 20     | Oakland Coliseum               |
| Philadelphia Eagles    | 24     | Chicago Bears        | 20     | Soldier Field                  |
| 23 de novembro de 2009 |        |                      |        |                                |
| Tennessee Titans       | 20     | Houston Texans       | 17     | Reliant Stadium                |

| Semana 12              |        |                     |        |                              |
| Time visitante         | Pontos | Time da casa        | Pontos | Local do jogo                |
| 26 de novembro de 2009 |        |                     |        |                              |
| Green Bay Packers      | 34     | Detroit Lions       | 12     | Ford Field                   |
| Oakland Raiders        | 7      | Dallas Cowboys      | 24     | Cowboys Stadium              |
| New York Giants        | 6      | Denver Broncos      | 26     | INVESCO Field at Mile High   |
| 29 de novembro de 2009 |        |                     |        |                              |
| Miami Dolphins         | 14     | Buffalo Bills       | 31     | Ralph Wilson Stadium         |
| Seattle Seahawks       | 27     | St. Louis Rams      | 17     | Edward Jones Dome            |
| Carolina Panthers      | 6      | New York Jets       | 17     | Giants Stadium               |
| Cleveland Browns       | 7      | Cincinnati Bengals  | 16     | Paul Brown Stadium           |
| Indianapolis Colts     | 35     | Houston Texans      | 27     | Reliant Stadium              |
| Tampa Bay Buccaneers   | 17     | Atlanta Falcons     | 20     | Georgia Dome                 |
| Washington Redskins    | 24     | Philadelphia Eagles | 27     | Lincoln Financial Field      |
| Kansas City Chiefs     | 14     | San Diego Chargers  | 43     | Qualcomm Stadium             |
| Jacksonville Jaguars   | 3      | San Francisco 49ers | 20     | Monster Park                 |
| Chicago Bears          | 10     | Minnesota Vikings   | 36     | Hubert H. Humphrey Metrodome |
| Arizona Cardinals      | 17     | Tennessee Titans    | 20     | LP Field                     |
| Pittsburgh Steelers    | 17     | Baltimore Ravens    | 20     | M&T Bank Stadium             |
| 30 de novembro de 2009 |        |                     |        |                              |
| New England Patriots   | 17     | New Orleans Saints  | 38     | Superdome                    |

| Semana 13             |        |                      |        |                                |
| Time visitante        | Pontos | Time da casa         | Pontos | Local do jogo                  |
| 3 de dezembro de 2009 |        |                      |        |                                |
| New York Jets         | 19     | Buffalo Bills        | 13     | Rogers Centre                  |
| 6 de dezembro de 2009 |        |                      |        |                                |
| Philadelphia Eagles   | 34     | Atlanta Falcons      | 7      | Georgia Dome                   |
| Tampa Bay Buccaneers  | 6      | Carolina Panthers    | 16     | Bank of America Stadium        |
| St. Louis Rams        | 9      | Chicago Bears        | 17     | Soldier Field                  |
| Detroit Lions         | 13     | Cincinnati Bengals   | 23     | Paul Brown Stadium             |
| New England Patriots  | 21     | Miami Dolphins       | 22     | Land Shark Stadium             |
| Tennessee Titans      | 17     | Indianapolis Colts   | 27     | Lucas Oil Stadium              |
| Houston Texans        | 18     | Jacksonville Jaguars | 23     | Jacksonville Municipal Stadium |
| Denver Broncos        | 44     | Kansas City Chiefs   | 13     | Arrowhead Stadium              |
| Oakland Raiders       | 27     | Pittsburgh Steelers  | 24     | Heinz Field                    |
| New Orleans Saints    | 33     | Washington Redskins  | 30     | FedEx Field                    |
| San Diego Chargers    | 30     | Cleveland Browns     | 23     | Cleveland Browns Stadium       |
| Dallas Cowboys        | 24     | New York Giants      | 31     | Giants Stadium                 |
| San Francisco 49ers   | 17     | Seattle Seahawks     | 20     | Qwest Field                    |
| Minnesota Vikings     | 17     | Arizona Cardinals    | 30     | University of Phoenix Stadium  |
| 7 de dezembro de 2009 |        |                      |        |                                |
| Baltimore Ravens      | 14     | Green Bay Packers    | 27     | Lambeau Field                  |

| Semana 14              |        |                      |        |                                |
| Time visitante         | Pontos | Time da casa         | Pontos | Local do jogo                  |
| 10 de dezembro de 2009 |        |                      |        |                                |
| Pittsburgh Steelers    | 6      | Cleveland Browns     | 13     | Cleveland Browns Stadium       |
| 13 de dezembro de 2009 |        |                      |        |                                |
| New Orleans Saints     | 26     | Atlanta Falcons      | 23     | Georgia Dome                   |
| Detroit Lions          | 3      | Baltimore Ravens     | 48     | M&T Bank Stadium               |
| Green Bay Packers      | 21     | Chicago Bears        | 14     | Soldier Field                  |
| Seattle Seahawks       | 7      | Houston Texans       | 34     | Reliant Stadium                |
| Denver Broncos         | 16     | Indianapolis Colts   | 28     | Lucas Oil Stadium              |
| Miami Dolphins         | 14     | Jacksonville Jaguars | 10     | Jacksonville Municipal Stadium |
| Buffalo Bills          | 16     | Kansas City Chiefs   | 10     | Arrowhead Stadium              |
| Cincinnati Bengals     | 10     | Minnesota Vikings    | 30     | Mall of America Field          |
| Carolina Panthers      | 10     | New England Patriots | 20     | Gillette Stadium               |
| New York Jets          | 26     | Tampa Bay Buccaneers | 3      | Raymond James Stadium          |
| St. Louis Rams         | 7      | Tennessee Titans     | 47     | LP Field                       |
| Washington Redskins    | 34     | Oakland Raiders      | 13     | Oakland Coliseum               |
| San Diego Chargers     | 20     | Dallas Cowboys       | 17     | Cowboys Stadium                |
| Philadelphia Eagles    | 45     | New York Giants      | 38     | Giants Stadium                 |
| 14 de dezembro de 2009 |        |                      |        |                                |
| Arizona Cardinals      | 9      | San Francisco 49ers  | 24     | Candlestick Park               |

| Semana 15              |        |                      |        |                                |
| Time visitante         | Pontos | Time da casa         | Pontos | Local do jogo                  |
| 17 de dezembro de 2009 |        |                      |        |                                |
| Indianapolis Colts     | 35     | Jacksonville Jaguars | 31     | Jacksonville Municipal Stadium |
| 19 de dezembro de 2009 |        |                      |        |                                |
| Dallas Cowboys         | 24     | New Orleans Saints   | 17     | Superdome                      |
| 20 de dezembro de 2009 |        |                      |        |                                |
| Cleveland Browns       | 41     | Kansas City Chiefs   | 34     | Arrowhead Stadium              |
| Houston Texans         | 16     | St. Louis Rams       | 13     | Edward Jones Dome              |
| Atlanta Falcons        | 10     | New York Jets        | 7      | Giants Stadium                 |
| Miami Dolphins         | 24     | Tennessee Titans     | 27     | LP Field                       |
| San Francisco 49ers    | 13     | Philadelphia Eagles  | 27     | Lincoln Financial Field        |
| New England Patriots   | 17     | Buffalo Bills        | 10     | Ralph Wilson Stadium           |
| Arizona Cardinals      | 31     | Detroit Lions        | 24     | Ford Field                     |
| Chicago Bears          | 7      | Baltimore Ravens     | 31     | M&T Bank Stadium               |
| Oakland Raiders        | 20     | Denver Broncos       | 19     | Invesco Field at Mile High     |
| Cincinnati Bengals     | 24     | San Diego Chargers   | 27     | Qualcomm Stadium               |
| Tampa Bay Buccaneers   | 24     | Seattle Seahawks     | 7      | Qwest Field                    |
| Green Bay Packers      | 36     | Pittsburgh Steelers  | 37     | Heinz Field                    |
| Minnesota Vikings      | 7      | Carolina Panthers    | 26     | Bank of America Stadium        |
| 21 de dezembro de 2009 |        |                      |        |                                |
| New York Giants        | 45     | Washington Redskins  | 12     | FedEx Field                    |

| Semana 16              |        |                      |        |                               |
| Time visitante         | Pontos | Time da casa         | Pontos | Local do jogo                 |
| 25 de dezembro de 2009 |        |                      |        |                               |
| San Diego Chargers     | 42     | Tennessee Titans     | 17     | LP Field                      |
| 27 de dezembro de 2009 |        |                      |        |                               |
| Buffalo Bills          | 3      | Atlanta Falcons      | 31     | Georgia Dome                  |
| Baltimore Ravens       | 20     | Pittsburgh Steelers  | 23     | Heinz Field                   |
| Kansas City Chiefs     | 10     | Cincinnati Bengals   | 17     | Paul Brown Stadium            |
| Oakland Raiders        | 9      | Cleveland Browns     | 23     | Cleveland Browns Stadium      |
| Seattle Seahawks       | 10     | Green Bay Packers    | 48     | Lambeau Field                 |
| Houston Texans         | 27     | Miami Dolphins       | 20     | Land Shark Stadium            |
| Carolina Panthers      | 41     | New York Giants      | 9      | Giants Stadium                |
| Jacksonville Jaguars   | 7      | New England Patriots | 35     | Gillette Stadium              |
| Tampa Bay Buccaneers   | 20     | New Orleans Saints   | 17     | Superdome                     |
| St. Louis Rams         | 10     | Arizona Cardinals    | 31     | University of Phoenix Stadium |
| Detroit Lions          | 10     | San Francisco 49ers  | 20     | Candlestick Park              |
| Denver Broncos         | 27     | Philadelphia Eagles  | 30     | Lincoln Financial Field       |
| New York Jets          | 29     | Indianapolis Colts   | 15     | Lucas Oil Stadium             |
| Dallas Cowboys         | 17     | Washington Redskins  | 0      | FedEx Field                   |
| 28 de dezembro de 2009 |        |                      |        |                               |
| Minnesota Vikings      | 30     | Chicago Bears        | 36     | Soldier Field                 |

| Semana 17            |        |                      |        |                               |
| Time visitante       | Pontos | Time da casa         | Pontos | Local do jogo                 |
| 3 de janeiro de 2010 |        |                      |        |                               |
| San Francisco 49ers  | 28     | St. Louis Rams       | 6      | Edward Jones Dome             |
| New England Patriots | 27     | Houston Texans       | 34     | Reliant Stadium               |
| Atlanta Falcons      | 20     | Tampa Bay Buccaneers | 10     | Raymond James Stadium         |
| New Orleans Saints   | 10     | Carolina Panthers    | 23     | Bank of America Stadium       |
| Pittsburgh Steelers  | 30     | Miami Dolphins       | 24     | Land Shark Stadium            |
| Jacksonville Jaguars | 17     | Cleveland Browns     | 23     | Cleveland Browns Stadium      |
| New York Giants      | 7      | Minnesota Vikings    | 44     | Mall of America Field         |
| Indianapolis Colts   | 7      | Buffalo Bills        | 30     | Ralph Wilson Stadium          |
| Chicago Bears        | 37     | Detroit Lions        | 23     | Ford Field                    |
| Washington Redskins  | 20     | San Diego Chargers   | 23     | Qualcomm Stadium              |
| Tennessee Titans     | 17     | Seattle Seahawks     | 13     | Qwest Field                   |
| Baltimore Ravens     | 21     | Oakland Raiders      | 13     | McAfee Coliseum               |
| Philadelphia Eagles  | 0      | Dallas Cowboys       | 24     | Cowboys Stadium               |
| Kansas City Chiefs   | 44     | Denver Broncos       | 24     | Invesco Field at Mile High    |
| Green Bay Packers    | 33     | Arizona Cardinals    | 7      | University of Phoenix Stadium |
| Cincinnati Bengals   | 0      | New York Jets        | 37     | Giants Stadium                |

## Playoffs
|  |                                               |                                               |                                               |                 |                    |                                              |                                              |                                              |                                     |                                     |                                     |                                   |                                   |                                   |  |  |  |  |
|  | 9 de janeiro – Cowboys Stadium                | 9 de janeiro – Cowboys Stadium                | 9 de janeiro – Cowboys Stadium                |                 |                    | 17 de janeiro – Hubert H. Humphrey Metrodome | 17 de janeiro – Hubert H. Humphrey Metrodome | 17 de janeiro – Hubert H. Humphrey Metrodome |                                     |                                     |                                     |                                   |                                   |                                   |  |  |  |  |
|  | 9 de janeiro – Cowboys Stadium                | 9 de janeiro – Cowboys Stadium                | 9 de janeiro – Cowboys Stadium                |                 |                    | 17 de janeiro – Hubert H. Humphrey Metrodome | 17 de janeiro – Hubert H. Humphrey Metrodome | 17 de janeiro – Hubert H. Humphrey Metrodome |                                     |                                     |                                     |                                   |                                   |                                   |  |  |  |  |
|  | 9 de janeiro – Cowboys Stadium                | 9 de janeiro – Cowboys Stadium                | 9 de janeiro – Cowboys Stadium                |                 |                    | 17 de janeiro – Hubert H. Humphrey Metrodome | 17 de janeiro – Hubert H. Humphrey Metrodome | 17 de janeiro – Hubert H. Humphrey Metrodome |                                     |                                     |                                     |                                   |                                   |                                   |  |  |  |  |
|  | 9 de janeiro – Cowboys Stadium                | 9 de janeiro – Cowboys Stadium                | 9 de janeiro – Cowboys Stadium                |                 |                    | 17 de janeiro – Hubert H. Humphrey Metrodome | 17 de janeiro – Hubert H. Humphrey Metrodome | 17 de janeiro – Hubert H. Humphrey Metrodome |                                     |                                     |                                     |                                   |                                   |                                   |  |  |  |  |
|  | 6                                             | Philadelphia Eagles                           | 14                                            |                 |                    | 17 de janeiro – Hubert H. Humphrey Metrodome | 17 de janeiro – Hubert H. Humphrey Metrodome | 17 de janeiro – Hubert H. Humphrey Metrodome |                                     |                                     |                                     |                                   |                                   |                                   |  |  |  |  |
|  | 6                                             | Philadelphia Eagles                           | 14                                            | 3               | Dallas Cowboys     | 3                                            |                                              |                                              |                                     |                                     |                                     |                                   |                                   |                                   |  |  |  |  |
|  | 3                                             | Dallas Cowboys                                | 34                                            | 3               | Dallas Cowboys     | 3                                            |                                              |                                              | 24 de janeiro – Louisiana Superdome | 24 de janeiro – Louisiana Superdome | 24 de janeiro – Louisiana Superdome |                                   |                                   |                                   |  |  |  |  |
|  | 3                                             | Dallas Cowboys                                | 34                                            | 2               | Minnesota Vikings  | 34                                           |                                              |                                              | 24 de janeiro – Louisiana Superdome | 24 de janeiro – Louisiana Superdome | 24 de janeiro – Louisiana Superdome |                                   |                                   |                                   |  |  |  |  |
|  |                                               |                                               |                                               | 2               | Minnesota Vikings  | 34                                           |                                              |                                              | 24 de janeiro – Louisiana Superdome | 24 de janeiro – Louisiana Superdome | 24 de janeiro – Louisiana Superdome |                                   |                                   |                                   |  |  |  |  |
|  | NFC                                           |                                               |                                               |                 |                    |                                              |                                              |                                              | 24 de janeiro – Louisiana Superdome | 24 de janeiro – Louisiana Superdome | 24 de janeiro – Louisiana Superdome |                                   |                                   |                                   |  |  |  |  |
|  | 10 de janeiro – University of Phoenix Stadium | 10 de janeiro – University of Phoenix Stadium | 10 de janeiro – University of Phoenix Stadium | 2               | Minnesota Vikings  | 28                                           |                                              |                                              |                                     |                                     |                                     |                                   |                                   |                                   |  |  |  |  |
|  | 10 de janeiro – University of Phoenix Stadium | 10 de janeiro – University of Phoenix Stadium | 10 de janeiro – University of Phoenix Stadium | 2               | Minnesota Vikings  | 28                                           | 16 de janeiro – Louisiana Superdome          |                                              |                                     |                                     |                                     |                                   |                                   |                                   |  |  |  |  |
|  | 10 de janeiro – University of Phoenix Stadium | 10 de janeiro – University of Phoenix Stadium | 10 de janeiro – University of Phoenix Stadium |                 | 1                  | New Orleans Saints                           | 31*                                          |                                              |                                     |                                     |                                     |                                   |                                   |                                   |  |  |  |  |
|  | 10 de janeiro – University of Phoenix Stadium | 10 de janeiro – University of Phoenix Stadium | 10 de janeiro – University of Phoenix Stadium |                 | 1                  | New Orleans Saints                           | 31*                                          |                                              |                                     |                                     |                                     |                                   |                                   |                                   |  |  |  |  |
|  | 5                                             | Green Bay Packers                             | 45                                            | Campeão da NFC  | Campeão da NFC     | Campeão da NFC                               |                                              |                                              |                                     |                                     |                                     |                                   |                                   |                                   |  |  |  |  |
|  | 5                                             | Green Bay Packers                             | 45                                            | Campeão da NFC  | Campeão da NFC     | Campeão da NFC                               | 4                                            | Arizona Cardinals                            | 14                                  |                                     |                                     |                                   |                                   |                                   |  |  |  |  |
|  | 4                                             | Arizona Cardinals                             | 51*                                           | Campeão da NFC  | Campeão da NFC     | Campeão da NFC                               | 4                                            | Arizona Cardinals                            | 14                                  |                                     |                                     | 7 de fevereiro – Sun Life Stadium | 7 de fevereiro – Sun Life Stadium | 7 de fevereiro – Sun Life Stadium |  |  |  |  |
|  | 4                                             | Arizona Cardinals                             | 51*                                           | Campeão da NFC  | Campeão da NFC     | Campeão da NFC                               | 1                                            | New Orleans Saints                           | 45                                  |                                     |                                     | 7 de fevereiro – Sun Life Stadium | 7 de fevereiro – Sun Life Stadium | 7 de fevereiro – Sun Life Stadium |  |  |  |  |
|  | Playoffs de Wild Card                         |                                               |                                               |                 |                    |                                              | 1                                            | New Orleans Saints                           | 45                                  |                                     |                                     | 7 de fevereiro – Sun Life Stadium | 7 de fevereiro – Sun Life Stadium | 7 de fevereiro – Sun Life Stadium |  |  |  |  |
|  | Playoffs de Divisão                           |                                               |                                               |                 |                    |                                              |                                              |                                              |                                     |                                     |                                     | 7 de fevereiro – Sun Life Stadium | 7 de fevereiro – Sun Life Stadium | 7 de fevereiro – Sun Life Stadium |  |  |  |  |
|  | 9 de janeiro – Paul Brown Stadium             | 9 de janeiro – Paul Brown Stadium             | 9 de janeiro – Paul Brown Stadium             | 1               | New Orleans Saints | 31                                           |                                              |                                              |                                     |                                     |                                     |                                   |                                   |                                   |  |  |  |  |
|  | 9 de janeiro – Paul Brown Stadium             | 9 de janeiro – Paul Brown Stadium             | 9 de janeiro – Paul Brown Stadium             | 1               | New Orleans Saints | 31                                           | 17 de janeiro – Qualcomm Stadium             |                                              |                                     |                                     |                                     |                                   |                                   |                                   |  |  |  |  |
|  | 9 de janeiro – Paul Brown Stadium             | 9 de janeiro – Paul Brown Stadium             | 9 de janeiro – Paul Brown Stadium             |                 | 1                  | Indianapolis Colts                           | 17                                           |                                              |                                     |                                     |                                     |                                   |                                   |                                   |  |  |  |  |
|  | 9 de janeiro – Paul Brown Stadium             | 9 de janeiro – Paul Brown Stadium             | 9 de janeiro – Paul Brown Stadium             |                 | 1                  | Indianapolis Colts                           | 17                                           |                                              |                                     |                                     |                                     |                                   |                                   |                                   |  |  |  |  |
|  | 5                                             | New York Jets                                 | 24                                            | Super Bowl XLIV | Super Bowl XLIV    | Super Bowl XLIV                              |                                              |                                              |                                     |                                     |                                     |                                   |                                   |                                   |  |  |  |  |
|  | 5                                             | New York Jets                                 | 24                                            | Super Bowl XLIV | Super Bowl XLIV    | Super Bowl XLIV                              | 5                                            | New York Jets                                | 17                                  |                                     |                                     |                                   |                                   |                                   |  |  |  |  |
|  | 4                                             | Cincinnati Bengals                            | 14                                            | Super Bowl XLIV | Super Bowl XLIV    | Super Bowl XLIV                              | 5                                            | New York Jets                                | 17                                  |                                     |                                     | 24 de janeiro – Lucas Oil Stadium | 24 de janeiro – Lucas Oil Stadium | 24 de janeiro – Lucas Oil Stadium |  |  |  |  |
|  | 4                                             | Cincinnati Bengals                            | 14                                            | Super Bowl XLIV | Super Bowl XLIV    | Super Bowl XLIV                              | 2                                            | San Diego Chargers                           | 14                                  |                                     |                                     | 24 de janeiro – Lucas Oil Stadium | 24 de janeiro – Lucas Oil Stadium | 24 de janeiro – Lucas Oil Stadium |  |  |  |  |
|  |                                               |                                               |                                               |                 |                    |                                              | 2                                            | San Diego Chargers                           | 14                                  |                                     |                                     | 24 de janeiro – Lucas Oil Stadium | 24 de janeiro – Lucas Oil Stadium | 24 de janeiro – Lucas Oil Stadium |  |  |  |  |
|  | AFC                                           |                                               |                                               |                 |                    |                                              |                                              |                                              |                                     |                                     |                                     | 24 de janeiro – Lucas Oil Stadium | 24 de janeiro – Lucas Oil Stadium | 24 de janeiro – Lucas Oil Stadium |  |  |  |  |
|  | 10 de janeiro – Gillette Stadium              | 10 de janeiro – Gillette Stadium              | 10 de janeiro – Gillette Stadium              | 5               | New York Jets      | 17                                           |                                              |                                              |                                     |                                     |                                     |                                   |                                   |                                   |  |  |  |  |
|  | 10 de janeiro – Gillette Stadium              | 10 de janeiro – Gillette Stadium              | 10 de janeiro – Gillette Stadium              | 5               | New York Jets      | 17                                           | 16 de janeiro – Lucas Oil Stadium            |                                              |                                     |                                     |                                     |                                   |                                   |                                   |  |  |  |  |
|  | 10 de janeiro – Gillette Stadium              | 10 de janeiro – Gillette Stadium              | 10 de janeiro – Gillette Stadium              |                 | 1                  | Indianapolis Colts                           | 30                                           |                                              |                                     |                                     |                                     |                                   |                                   |                                   |  |  |  |  |
|  | 10 de janeiro – Gillette Stadium              | 10 de janeiro – Gillette Stadium              | 10 de janeiro – Gillette Stadium              |                 | 1                  | Indianapolis Colts                           | 30                                           |                                              |                                     |                                     |                                     |                                   |                                   |                                   |  |  |  |  |
|  | 6                                             | Baltimore Ravens                              | 33                                            | Campeão da AFC  | Campeão da AFC     | Campeão da AFC                               |                                              |                                              |                                     |                                     |                                     |                                   |                                   |                                   |  |  |  |  |
|  | 6                                             | Baltimore Ravens                              | 33                                            | Campeão da AFC  | Campeão da AFC     | Campeão da AFC                               | 6                                            | Baltimore Ravens                             | 3                                   |                                     |                                     |                                   |                                   |                                   |  |  |  |  |
|  | 3                                             | New England Patriots                          | 14                                            | Campeão da AFC  | Campeão da AFC     | Campeão da AFC                               | 6                                            | Baltimore Ravens                             | 3                                   |                                     |                                     |                                   |                                   |                                   |  |  |  |  |
|  | 3                                             | New England Patriots                          | 14                                            | Campeão da AFC  | Campeão da AFC     | Campeão da AFC                               | 1                                            | Indianapolis Colts                           | 20                                  |                                     |                                     |                                   |                                   |                                   |  |  |  |  |
|  |                                               |                                               |                                               |                 |                    |                                              | 1                                            | Indianapolis Colts                           | 20                                  |                                     |                                     |                                   |                                   |                                   |  |  |  |  |

## Marcas importantes

### Série de vitórias e derrotas
O Indianapolis Colts estabeleceu um novo recorde de vitórias consecutivas em temporada regular, com 23, ao bater o Jacksonville Jaguars por 35 a 31 em 16 de dezembro de 2009. O recorde anterior de 21 vitórias pertencia ao New England Patriots. O Colts perdeu na semana seguinte para o New York Jets depois que os titulares deixaram o campo no terceiro período.
O Denver Broncos se tornou o terceiro time da NFL desde 1970 a não chegar aos playoffs depois de começar 6-0 depois de uma vitória sobre o Kansas City Chiefs por 44 a 24 em 3 de janeiro de 2010. Os outros dois times tiveram o mesmo retrospecto desde a fusão da AFL/NFL: Washington Redskins em 1978 e o Minnesota Vikings de 2003.
O Tennessee Titans começou a temporada perdendo os primeiros cinco jogos, então sob a liderança do quarterback Vince Young, eles venceram os próximos cinco jogos, sendo o primeiro time da NFL a conseguir tal reviravolta.
O Pittsburgh Steelers se tornou o primeiro time desde o New York Giants de 1987 a perder cinco jogos seguidos numa temporada após vencer um Super Bowl no ano anterior.

### O periodo milagroso de Tom Brady
Na Semana 6 contra o Tennessee Titans, o New England Patriots de Tom Brady fez cinco passes para touchdowns no segundo período do jogo, um recorde na NFL. O Patriots também venciam o Titans por 45–0 no intervalo, outro recorde.

### Dois corredores com mais de 1,100 jardas em um time
DeAngelo Williams e Jonathan Stewart do Carolina Panthers se tornaram os primeiros companheiros de time desde que a AFL e a NFL se fundiram em 1970 a correr cada um para mais de 1,100 jardas na mesma temporada. Williams correu para 1,117 jardas e Stewart correu para 1,133 jardasa.

### Kurt Warner quebra recorde de precisão na liga
Na Semana 2, o Arizona Cardinals de Kurt Warner estabeleceu um novo recorde na NFL em percentual de passes completados com 92.3% de precisão (24 passes completados em 26 tentados). O recorde anterior era de Vinny Testaverde em 1993.

### Brandon Marshall quebra recorde de recepção
Na Semana 13, Brandon Marshall, wide receiver do Denver Broncos, fez 21 recepções na derrota sofrida para o Indianapolis Colts. (O recorde anterior era de Terrell Owens do San Francisco 49ers com 20 recepções durante a temporada de 2001).

### Aaron Rodgers começa bem
Aaron Rodgers do Green Bay Packers se torna o primeiro quarterback a lançar para mais de 4 mil jardas nas duas primeiras temporadas como titular. (Rodgers e Kurt Warner do St. Louis Rams são os únicos QB a lançar para 4 mil jardas nas suas duas primeiras temporadas como titular. Warner, contudo, passou para apenas 3,429 jardas em 2000. Rodgers passou para 4,038 jardas na temporada de 2008 e 4,434 em 2009) 

### Temporada de 2 mil jardas para Chris Johnson
Em 3 de janeiro de 2010, Chris Johnson do Tennessee Titans se tornou o sexto corredor na história da NFL a ter uma temporada com 2 mil jardas. Johnson também quebrou o recorde de jardas totais conquistadas após a linha de scrimmage, recorde que pertencia a Marshall Faulk.

### Joshua Cribbs quebra o recorde de retornos da NFL
Na Semana 15 contra o Kansas City Chiefs em 20 de dezembro de 2009, Joshua Cribbs do Cleveland Browns retornou dois kickoffs para touchdown, sendo oito na carreira, quebrando a melhor marca da liga. Cribbs também se tornou o segundo jogador a ter dois retornos de mais de 100 jardas para touchdown no mesmo jogo. (O outro jogador foi o WR/KR Ted Ginn, Jr. do Miami Dolphins na Semana 8 da temporada de 2009).

### Cowboys tem recorde de público em partida
No jogo de abertura do seu novo estádio, o Dallas Cowboys vendeu 105,121 bilhetes, quebrando o recorde da NFL em termos de público. A antiga marca era de 103,467 torcedores em outubro de 2005 no jogo entre o 49ers e o Cardinals no Estádio Azteca no México.

### Drew Brees, o mais preciso da liga
Drew Brees do New Orleans Saints quebrou o recorde da NFL em porcentagem de acertos nos seus passes durante uma temporada regular. Brees acertou 363 de 514, completando 70.6% de seus passes. (O recorde anterior era de 70.55% em 1982 por Ken Anderson do Cincinnati Bengals. Brees ficou de fora durante o último jogo da temporada de 2009 já que o New Orleans já havia garantido uma vaga antecipada nos playoffs da NFC).

### Maior número de pontos em um jogo de playoff na história da NFL
Em 10 de janeiro, o Arizona Cardinals derrotou o Green Bay Packers por 51 a 45, com um total de 96 pontos anotados, que é o novo recorde da NFL em pontos em um jogo de playoff em termos de total de pontos combinados. O jogo foi apelidado de "The Shootout" ("O tiroteio").

### Os dois melhores no Super Bowl
Este Super Bowl foi o primeiro desde a temporada de 1993, a ter o melhor time da AFC e o melhor da NFC. O Indianapolis Colts e o New Orleans Saints foram o melhor time em suas respectivas conferências.

### Primeiro time a chegar a um Super Bowl com uma série de derrotas
O New Orleans Saints se tornou o primeiro time na história da NFL a perder os últimos três jogos da temporada regular e chegar no Super Bowl.

### Finais de conferência são os jogos de playoffs mais assistidos nos últimos anos
Em 24 janeiro, as finais da NFC e da AFC tiveram uma média de 52.9 milhões de telespectadores, fazendo desses playoffs os mais assistidos desde 1982 quando 60.2 milhões de telespectadores assistiram os jogos. A Fox disse que o jogo entre Saints e Vikings que terminou com a vitória dos Saints por 31 a 28 atingiu 30.6 pontos de média na audiência nacional (57.9 milhões de espectadores), fazendo desta final da NFC a mais assistida da história do canal. Também foi a segunda final de conferência mais assistida de todos os tempos, só atrás da final de conferência de 1982 que teve 68.7 milhões de espectadores e foi transmitida pela CBS.
Excluindo transmissões de Super Bowl, o jogo entre Saints e Vikings foi o programa mais assistido desde o final da série “Seinfeld” em 1998. Enquanto isso, a CBS teve  uma média nacional de 26.3 pontos (46.9 milhões de espectadores) para o jogo entre o Indianapolis Colts e o New York Jets na AFC championship game, fazendo desta final de conferência da AFC mais assistida desde os 45.7 milhões de espectadores na transmissão de Patriots e Dolphins pela NBC.

### Super Bowl se torna o programa mais assistido nos EUA
Super Bowl XLIV superou a final da série M*A*S*H em 1983 em termos de audiência, sendo assistido por 153.4 milhões de pessoas. A apeladora história da cidade de New Orleans depois do furacão Katrina, assim como a busca do quarterback dos Colts Peyton Manning pelo segundo anel de Super Bowl atraiu o público para o jogo. Esta temporada quebrou vários recordes de audiência.

## Prêmios
| Prêmio                                                           | Jogador         | Posição       | Time                 |
| ---------------------------------------------------------------- | --------------- | ------------- | -------------------- |
| Most Valuable Player                                             | Peyton Manning  | Quarterback   | Indianapolis Colts   |
| NFL Coach of the Year (Treinador do Ano)                         | Marvin Lewis    | Head Coach    | Cincinnati Bengals   |
| NFL Offensive Player of the Year (Jogador Ofensivo do Ano)       | Chris Johnson   | Running Back  | Tennessee Titans     |
| NFL Defensive Player of the Year (Jogador Defensivo do Ano)      | Charles Woodson | Cornerback    | Green Bay Packers    |
| NFL Offensive Rookie of the Year (Novato Ofensivo do Ano)        | Percy Harvin    | Wide Receiver | Minnesota Vikings    |
| NFL Defensive Rookie of the Year Award (Novato Defensivo do Ano) | Brian Cushing   | Linebacker    | Houston Texans       |
| NFL Comeback Player of the Year                                  | Tom Brady       | Quarterback   | New England Patriots |
| MVP do Super Bowl                                                | Drew Brees      | Quarterback   | New Orleans Saints   |

 Time All-Pro
| Ataque           | Ataque                                               |
| ---------------- | ---------------------------------------------------- |
| Quarterback      | Peyton Manning, Indianapolis                         |
| Running back     | Adrian Peterson, Minnesota Chris Johnson, Tennessee  |
| Fullback         | Leonard Weaver, Philadelphia                         |
| Wide receiver    | Andre Johnson, Houston Wes Welker, New England       |
| Tight end        | Dallas Clark, Indianapolis                           |
| Offensive tackle | Ryan Clady, Denver Joe Thomas, Cleveland             |
| Offensive guard  | Steve Hutchinson, Minnesota Jahri Evans, New Orleans |
| Center           | Nick Mangold, New York Jets                          |

| Defesa             | Defesa                                                   |
| ------------------ | -------------------------------------------------------- |
| Defensive end      | Dwight Freeney, Indianapolis Jared Allen, Minnesota      |
| Defensive tackle   | Jay Ratliff, Dallas Kevin Williams, Minnesota            |
| Outside linebacker | DeMarcus Ware, Dallas Elvis Dumervil, Denver             |
| Inside linebacker  | Ray Lewis, Baltimore Patrick Willis, San Francisco       |
| Cornerback         | Charles Woodson, Green Bay Darrelle Revis, New York Jets |
| Safety             | Darren Sharper, New Orleans Adrian Wilson, Arizona       |

| Kicker        | Nate Kaeding, San Diego  |
| Punter        | Shane Lechler, Oakland   |
| Kick returner | Joshua Cribbs, Cleveland |

### Jogadores da semana
A lista a seguir mostra os os melhores jogadores de cada semana durante a temporada de 2009:

#### AFC
| Semana | Ataque                                      | Defesa                                      | Time de especialistas                      |
| ------ | ------------------------------------------- | ------------------------------------------- | ------------------------------------------ |
| 17     | RB Willis McGahee, Baltimore Ravens         | LB Derrick Johnson, Kansas City Chiefs      | K Nate Kaeding, San Diego Chargers         |
| 16     | QB Tom Brady, New England Patriots          | LB LaMarr Woodley, Pittsburgh Steelers      | KR-WR Brad Smith, New York Jets            |
| 15     | QB Ben Roethlisberger, Pittsburgh Steelers  | CB Domonique Foxworth, Baltimore Ravens     | KR-WR Joshua Cribbs, Cleveland Browns      |
| 14     | WR Brandon Marshall, Denver Broncos         | LB Keith Bulluck, Tennessee Titans          | KR-WR Joshua Cribbs, Cleveland Browns      |
| 13     | QB Bruce Gradkowski, Oakland Raiders        | LB Justin Durant, Jacksonville Jaguars      | K Dan Carpenter, Miami Dolphins            |
| 12     | QB Vince Young, Tennessee Titans            | CB Darrelle Revis, New York Jets            | K Matt Prater, Denver Broncos              |
| 11     | RB Ricky Williams, Miami Dolphins           | CB Leigh Bodden, New England Patriots       | KR-RB Jamaal Charles, Kansas City Chiefs   |
| 10     | QB Peyton Manning, Indianapolis Colts       | S Mike Brown, Kansas City Chiefs            | KR-RB Bernard Scott, Cincinnati Bengals    |
| 9      | TE Dallas Clark, Indianapolis Colts         | S Tyrone Carter, Pittsburgh Steelers        | K Stephen Gostkowski, New England Patriots |
| 8      | RB Chris Johnson, Tennessee Titans          | LB Brian Cushing, Houston Texans            | WR-KR Ted Ginn, Jr., Miami Dolphins        |
| 7      | QB Carson Palmer, Cincinnati Bengals        | S Brandon Meriweather, New England Patriots | P Brian Moorman, Buffalo Bills             |
| 6      | QB Tom Brady, New England Patriots          | LB Brian Cushing, Houston Texans            | KR-PR-WR Eddie Royal, Denver Broncos       |
| 5      | QB Kyle Orton, Denver Broncos               | LB James Harrison, Pittsburgh Steelers      | P Dave Zastudil, Cleveland Browns          |
| 4      | RB Rashard Mendenhall, Pittsburgh Steelers  | CB Champ Bailey, Denver Broncos             | KR-WR Jacoby Jones, Houston Texans         |
| 3      | RB Maurice Jones-Drew, Jacksonville Jaguars | LB Brendon Ayanbadejo, Baltimore Ravens     | LB Jason Trusnik, New York Jets            |
| 2      | QB Matt Schaub, Houston Texans              | DE Antwan Odom, Cincinnati Bengals          | K Rian Lindell, Buffalo Bills              |
| 1      | QB Tom Brady, New England Patriots          | LB David Harris, New York Jets              | K Jeff Reed, Pittsburgh Steelers           |

#### NFC
| Semana | Ataque                                 | Defesa                                            | Time de especialistas                         |
| ------ | -------------------------------------- | ------------------------------------------------- | --------------------------------------------- |
| 17     | QB Brett Favre, Minnesota Vikings      | LB Anthony Spencer, Dallas Cowboys                | P Thomas Morstead, New Orleans Saints         |
| 16     | QB Jay Cutler, Chicago Bears           | LB Jon Beason, Carolina Panthers                  | PR-WR Micheal Spurlock, Tampa Bay Buccaneers  |
| 15     | RB Jonathan Stewart, Carolina Panthers | LB DeMarcus Ware, Dallas Cowboys                  | P Ben Graham, Arizona Cardinals               |
| 14     | RB Frank Gore, San Francisco 49ers     | LB Brian Orakpo, Washington Redskins              | PR-WR DeSean Jackson, Philadelphia Eagles     |
| 13     | QB Kurt Warner, Arizona Cardinals      | LB Clay Matthews, Green Bay Packers               | PR Domenik Hixon, New York Giants             |
| 12     | QB Drew Brees, New Orleans Saints      | CB Charles Woodson, Green Bay Packers             | KR LaRod Stephens-Howling, Arizona Cardinals  |
| 11     | QB Matthew Stafford, Detroit Lions     | LB Michael Boley, New York Giants                 | P Thomas Morstead, New Orleans Saints         |
| 10     | WR Sidney Rice, Minnesota Vikings      | CB Charles Woodson, Green Bay Packers             | P Hunter Smith, Washington Redskins           |
| 9      | QB Kurt Warner, Arizona Cardinals      | DT Anthony Hargrove, New Orleans Saints           | KR-PR Clifton Smith, Tampa Bay Buccaneers     |
| 8      | QB Brett Favre, Minnesota Vikings      | DE Julius Peppers, Carolina Panthers              | K Josh Brown, St. Louis Rams                  |
| 7      | WR DeSean Jackson, Philadelphia Eagles | S Adrian Wilson, Arizona Cardinals                | PR-WR Patrick Crayton, Dallas Cowboys         |
| 6      | QB Drew Brees, New Orleans Saints      | S Thomas DeCoud, Atlanta Falcons                  | KR-WR Sammie Stroughter, Tampa Bay Buccaneers |
| 5      | WR Miles Austin, Dallas Cowboys        | CB Dominique Rodgers-Cromartie, Arizona Cardinals | P Jason Baker, Carolina Panthers              |
| 4      | QB Brett Favre, Minnesota Vikings      | S Darren Sharper, New Orleans Saints              | KR-WR Johnny Knox, Chicago Bears              |
| 3      | QB Kevin Kolb, Philadelphia Eagles     | LB Lance Briggs, Chicago Bears                    | KR-WR Percy Harvin, Minnesota Vikings         |
| 2      | RB Frank Gore, San Francisco 49ers     | LB Chad Greenway, Minnesota Vikings               | DE Calais Campbell, Arizona Cardinals         |
| 1      | QB Drew Brees, New Orleans Saints      | DE Justin Tuck, New York Giants                   | PR-WR DeSean Jackson, Philadelphia Eagles     |

### Jogadores do Mês
A lista a seguir mostra os os melhores jogadores de cada mês durante a temporada de 2009:

#### AFC
| Mês      | Ataque                                | Defesa                                 | Time de especialistas                 |
| -------- | ------------------------------------- | -------------------------------------- | ------------------------------------- |
| Dezembro | QB Philip Rivers, San Diego Chargers  | CB Darrelle Revis, New York Jets       | KR-WR Joshua Cribbs, Cleveland Browns |
| Novembro | RB Chris Johnson, Tennessee Titans    | DE Robert Mathis, Indianapolis Colts   | KR-WR Ted Ginn, Jr., Miami Dolphins   |
| Outubro  | QB Tom Brady, New England Patriots    | LB James Harrison, Pittsburgh Steelers | KR-WR Eddie Royal, Denver Broncos     |
| Setembro | QB Peyton Manning, Indianapolis Colts | DE Antwan Odom, Cincinnati Bengals     | K Matt Prater, Denver Broncos         |

#### NFC
| Mês      | Ataque                              | Defesa                                | Time de especialistas                     |
| -------- | ----------------------------------- | ------------------------------------- | ----------------------------------------- |
| Dezembro | QB Tony Romo, Dallas Cowboys        | CB Charles Woodson, Green Bay Packers | KR-WR DeSean Jackson, Philadelphia Eagles |
| Novembro | QB Brett Favre, Minnesota Vikings   | CB Charles Woodson, Green Bay Packers | K David Akers, Philadelphia Eagles        |
| Outubro  | QB Aaron Rodgers, Green Bay Packers | S Darren Sharper, New Orleans Saints  | KR-WR Johnny Knox, Chicago Bears          |
| Setembro | QB Drew Brees, New Orleans Saints   | CB Charles Woodson, Green Bay Packers | PR-WR DeSean Jackson, Philadelphia Eagles |

#### Calouros
A lista a seguir mostra os melhores rookies de cada mês na temporada de 2009:
| Mês      | Ataque (Universidade)                                              | Defesa (Universidade)                                                |
| -------- | ------------------------------------------------------------------ | -------------------------------------------------------------------- |
| Dezembro | OT Michael Oher, Baltimore Ravens (University of Mississippi)      | LB Brian Cushing, Houston Texans (University of Southern California) |
| Novembro | WR-KR Percy Harvin, Minnesota Vikings (University of Florida)      | LB Brian Cushing, Houston Texans (University of Southern California) |
| Outubro  | WR Hakeem Nicks, New York Giants (University of North Carolina)    | S Jairus Byrd, Buffalo Bills (University of Oregon)                  |
| Setembro | QB Mark Sanchez, New York Jets (University of Southern California) | S Louis Delmas, Detroit Lions (Western Michigan University)          |